# Olla del segador
La olla del segador se trata de un cocido típico y tradicional de la cocina madrileña con la que se alimentaban antaño los jornaleros que iban a segar el trigo, de ahí su nombre del segador. Es muy popular en las comarcas cercanas a Navalcarnero debido a su famoso garbanzo. 
Los expertos coinciden en que es un plato muy similar en sus contenidos al cocido madrileño. 